# Calvão (Chaves)
Calvão ist ein Ort und eine ehemalige Gemeinde (Freguesia) im portugiesischen Kreis Chaves. Die Gemeinde hatte 350 Einwohner (Stand 30. Juni 2011).
Am 29. September 2013 wurden die Gemeinden Calvão und Soutelinho da Raia zur neuen Gemeinde União das Freguesias de Calvão e Soutelinho da Raia zusammengeschlossen. Calvão ist Sitz dieser neu gebildeten Gemeinde.